# Pogrom von Wąsosz
Während des Zweiten Weltkriegs wurden durch polnische Antisemiten beim Pogrom in Wąsosz am 5. Juli 1941 mindestens 70 Juden ermordet.

## Geschichte
Am Samstag, dem 5. Juli 1941, kam eine Gruppe von etwa einem Dutzend Deutschen ins Dorf Wąsosz im Nordosten Polens und propagierte bei der polnischen Bevölkerung, die dort wohnenden Juden zu töten. Sie versprachen den Bewohnern, dass dies keine Konsequenzen haben werde. Die Einheimischen begannen in der darauf folgenden Nacht zu morden und töteten wahllos Juden mit Knüppeln und Messern. Zeugen sagten aus, dass die Leichen mit eingeschlagenen Köpfen in Blutlachen auf den Straßen lagen. Anschließend raubten die Täter die Besitztümer der Juden. Schätzungen zufolge wurden zwischen 150 und 250 Menschen getötet, fast die gesamte jüdische Gemeinde von Wąsosz. Laut einem Bericht vom 14. Juli 1941 der deutschen Sicherheitsabteilung 221/B heißt es hingegen: „Nach dem russischen Rückzug trieb die polnische Bevölkerung von Wąsosz  Juden in eine Scheune und tötete sie alle, bevor die deutschen Truppen in die Stadt einmarschierten.“
1951 wurde Marian Rydzewski wegen Teilnahme am Pogrom vor ein kommunistisches Gericht gestellt und freigesprochen. Die in Wąsosz begangenen Verbrechen wurden vom Instytut Pamięci Narodowej (polnisch Institut für Nationales Gedächtnis, IPN) unter der Leitung des Staatsanwalts Radosław Ignatiew untersucht, der zuvor die Gräueltaten beim Massaker von Jedwabne untersucht hatte. Während seines Urlaubs im Jahre 2015 wurde Ignatiew jedoch ohne Begründung abgelöst und durch Malgorzata Redos-Ciszewska ersetzt. Die Exhumierung wurde nicht durchgeführt und die Untersuchung 2016 eingestellt. Das IPN identifizierte keine weiteren Täter als die zwei polnischen Männer, die bereits kurz nach dem Zweiten Weltkrieg wegen ihrer Handlungen verurteilt worden waren.
2015 war eine Exhumierung der jüdischen Opfer geplant, um die genaue Anzahl der Opfer und die Todesursachen zu ermitteln. Die Exhumierung wurde jedoch wegen des Protests von Rabbinern, die auf der Totenruhe bestanden, nicht durchgeführt. Daraufhin wurden 2016 die Untersuchungen eingestellt.

## Gedenken
An der Stelle, an der die Ermordeten begraben wurden, befindet sich ein Denkmal zu ihrem Gedenken in Form einer Mazewa (Grabstein), in die eine Menora und der Davidstern eingearbeitet sind. Die Inschrift auf dem Denkmal lautet: Hier liegt die Asche von 250 Juden, die 1941 brutal ermordet wurden. Ehre ihrem Andenken.